# Карраско Матус, Карлос
Карлос Альберто Карраско Матус (исп. Carlos Alberto Carrasco Matus; 30 декабря 1953, Сантьяго — 14 марта 1975, Сантьяго) — чилийский военный, второй капрал пехотного полка. После военного переворота 1973 был прикомандирован в качестве охранника к тайной полиции ДИНА. Гуманно обращался с заключёнными, информировал подполье о планах спецслужбы. Был раскрыт, арестован, убит и зачислен в «пропавшие без вести». После восстановления демократии считается борцом за права человека и жертвой диктатуры.

## Капрал-социалист
Родился в семье активистов Компартии Чили. Сам Карлос Карраско придерживался иных, христианско-социалистических взглядов, с 1970 года состоял в партии МАПУ. Учился в коммерческом институте, был заместителем председателя студенческого центра. Поддерживал правительство Народного единства.
В марте 1973 Карлос Карраско был призван в армию. Служил в пехотном полку Buin, воинской части с давними традициями и высоким престижем. Получил воинское звание второй капрал. 27 июня 1973 в рядах Buin участвовал в подавлении антиправительственного мятежа «танкетасо».

## Служба в ДИНА и связь с подпольем
11 сентября 1973 правительство Сальвадора Альенде было свергнуто правым военным переворотом. К власти пришла Правительственная хунта во главе с генералом Аугусто Пиночетом. Социалист Карлос Карраско идейно был противником военной диктатуры, но не оказывал активного сопротивления и продолжал военную службу. Прошёл ускоренный курс контрповстанческого обучения в Рокас-де-Санто-Доминго у иностранных офицеров (в том числе из Аргентины, Бразилии и США). В 1974, вопреки своему желанию, он был командирован командованием в тайную полицию ДИНА.
Служил Карраско в центрах содержания заключённых Трес-Аламос, Куатрос-Аламос, на Вилле Гримальди. Функции Карраско в ДИНА носили охранный и конвойный характер. Ему приходилось участвовать в задержаниях, присутствовать при пытках и даже исполнять при этом подсобную роль. Происходящее стало для него шоком. Он установил связь с другом детства Алехандро Фуэнтесом, единомышленником-социалистом, товарищем по студенческому комитету и партии МАПУ. Фуэнтес предлагал ему просить политического убежища в шведском посольстве. На это Карраско не решился, опасаясь репрессий против родственников. Семья уже подверглась преследованиям. Исидро Карраско, брат Карлоса, числился в «пропавших без вести». Из-за службы Карлоса в ДИНА был утрачен прежний круг друзей.
Фуэнтес был связан с ультралевым вооружённым подпольем MIR. Сведения о ДИНА, получаемые от Карраско, он передавал в MIR. Первоначально он не ставил Карраско в известность, но по указанию подпольного командования рассказал об этом. Карраско согласился. В ряде случаев его информация оказывалась значимой. Карраско рассказал о методах маскировки агентов ДИНА (под работников телефонной компании), описал форму агентского удостоверения, сообщил о местонахождении арестованных подпольщиков, предупредил о внедрении агентов. Также Карраско своевременно сообщил об опасности для лидера MIR Мигеля Энрикеса, но спецгруппа ДИНА под командованием Марсельо Морена Брито и Мигеля Краснова обнаружила укрытие раньше, чем дошло предупреждение. Энрикес был убит.
Карраско гуманно обращался с заключёнными, не применял к ним насилия, помогал получать с воли продукты и сигареты, старался поддержать и ободрить. Из-за природной смуглости он стал известен под прозвищем El Mauro (Тёмный; внешне был похож на жителя острова Пасхи и этим заметно выделялся). Об удивительном охраннике Mauro стало известно начальству. Перед собственным арестом он успел предупредить Алехандро Фуэнтеса, который успел эмигрировать в Швецию.

## Смерть «пропавшего без вести»
14 марта 1975 года агенты ДИНА арестовали Карлоса Карраско в его доме. Официально арест не оформлялся и не признавался. Карраско был доставлен на Виллу Гримальди уже в качестве заключённого. Центром содержания руководил полковник Марсельо Морен Брито. Среди его подчинённых был Освальдо Ромо, бывший уголовник и левый активист, хорошо знавший оппозиционную среду. Оба отличались особой жестокостью даже по меркам ДИНА.
Родители Карлоса Карраско обратились во все инстанции, вплоть до директора ДИНА Мануэля Контрераса и президента Чили Аугусто Пиночета. Поскольку Карраско был военным и даже считался сотрудником тайной полиции, по запросам проводились проверки. ДИНА переадресовала в МВД. Министр внутренних дел Рауль Бенавидес сообщил военной прокуратуре о непричастности министерства к аресту. Командующий гарнизоном Сантьяго генерал Роландо Гарай Сифуэнтес сообщил отцу Карраско, что его сын арестован за дезертирство и находится в тюрьме. Но в тюремном ведомстве Карлос Карраско не числился среди заключённых. В итоге он был занесён в перечень «пропавших без вести».
Руководители ДИНА обвинили Карлоса Карраско в «предательстве» и пообещали расправиться более жестоко, чем с врагами-подпольщиками. Впоследствии бывшие заключённые Виллы Гримальди рассказывали, что видели Карраско — бледного, изнурённого, в наручниках. Ромо сказал, что мог бы застрелить Карлоса на месте, но не станет оказывать такую услугу — его ожидает худшее. Обстоятельства гибели не задокументированы, но известно, что 21-летний Карлос Карраско был насмерть забит цепями. Приказ отдал Марсельо Морен Брито. 
В мае 1976 года правительство Чили официально ответило на запрос Межамериканской комиссии по правам человека: «Нет доказательств содержания под стражей, предположительно скрывается в экстремистском подполье, вопрос поднимается с целью дискредитации государственной власти».

## Память
После восстановления демократии Карлос Карраско был включён в перечень репрессированных и «пропавших без вести» в годы диктатуры. Его мать Норма Матус добивалась выяснения истины и наказания виновных, но скончалась в 2012, до завершения разбирательства.
В 2002 несколько бывших функционеров ДИНА — в том числе Контрерас, Морен Брито, Краснов, Ромо — были привлечены к судебной ответственности по делу о похищениях и убийствах на Вилле Гримальди. Среди жертв значился и Карлос Карраско. Окончательный приговор утверждён в сентябре 2015. Подсудимые были признаны виновными и по совокупности эпизодов получили сроки в пятнадцать-двадцать лет. Контрераса, Морена Брито, Ромо к тому времени не было в живых.
В современной Чили образ Карлоса Карраско приводится в пример гуманности посреди «почти невообразимой» жестокости. Отмечается, что он носил военную форму, но «погиб не потому, что защищал Пиночета». Его имя ставится в один ряд с Карлосом Пратсом и другими чилийскими военными, которые в годы диктатуры «были убиты своими товарищами по оружию».